# Johannes Clajus
Johann Klaj (Johannes Clajus), född 24 juni 1535 i Herzberg (Elster), död 11 april 1592 i Bendeleben, var en tysk författare. 
Clajus verkade flera år som skolman och blev 1574 predikant i Bendeleben i Thüringen. Han utgav bland annat åtta böcker latinska och sex böcker tyska dikter samt en tysk grammatik, Grammatica germanicæ linguæ (1578; ny upplaga 1894).